# BAE Systems
BAE Systems plc és el segon major contractista militar del món a més d'una constructora aeronàutica comercial. BAE és una companyia britànica amb base en Farnborough, Hampshire i amb interessos per tot el món, particularment a Amèrica del Nord a través de la seva subsidiària BAE Systems Inc. BAE es va formar el 30 de novembre de 1999 amb la fusió de British Aerospace (Bae) i Marconi Electronic Systems (MES), la filial de defensa de General Electric (GEC). Com a resultat de la fusió, BAE Systems és el successor de gran part dels més famosos avions i sistemes de defensa britànics.

## Història

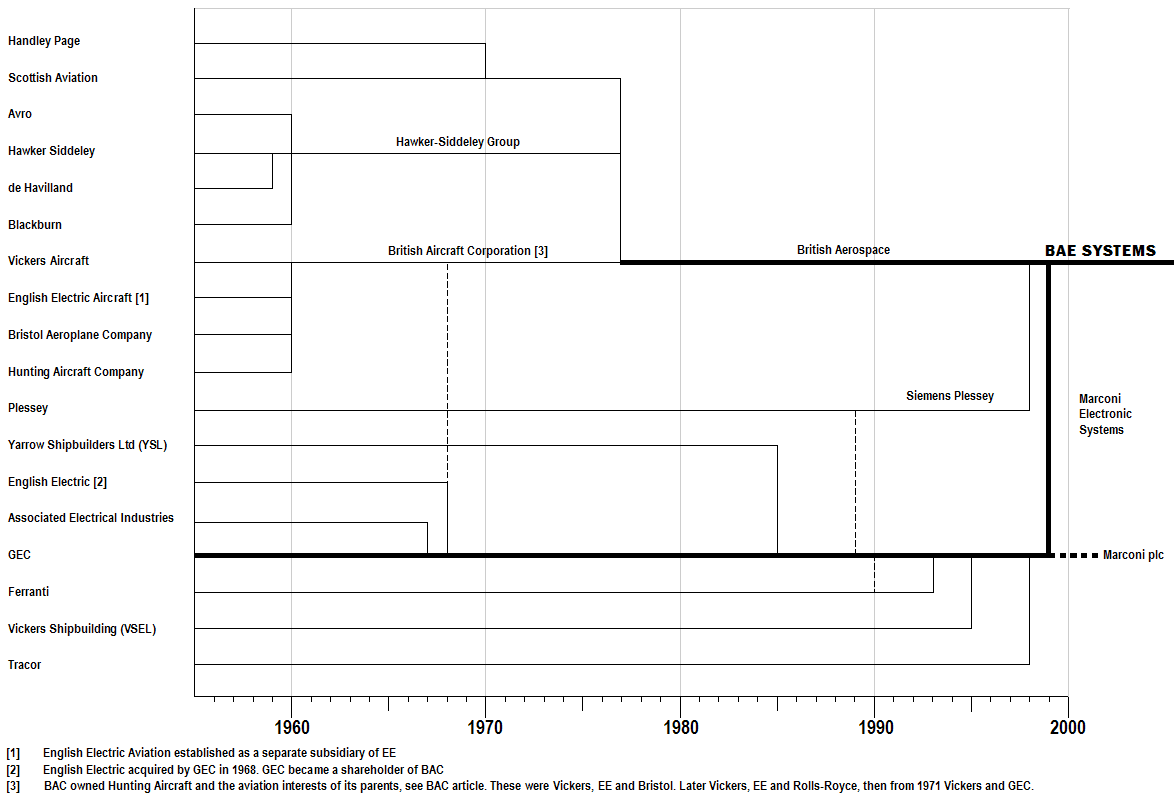
Evolució de l'aviació del Regne Unit, des de 1955 fins a la formació de BAE Systems en 1999 (inclou les adquiciones navals).

La fusió British Aerospace/Marconi Electronic systems es va acordar el 27 d'abril de 1999. MES va ser comprada per Bae per 7.700 milions de lliures esterlines.
Es veia venir que Bae pretenia fusionar-se amb l'alemanya DASA per formar un gegant paneuropeu de l'aviació; no obstant això finalment Bae es va unir a la filial de defensa electrònica de GEC. L'atracció de MES ben va poder haver estat Tracor, comprada per GEC en 1998 i que era la major compra al mercat armamentístic americà per part d'una empresa europea fins al moment. Després de la fusió Bae/MES, DASA es va unir a Aerospatiale per crear European Aeronautic Defence and Space Company (EADS), grup al que posteriorment s'uniria l'espanyola CASA després d'un acord signat al desembre de 1999.
La creació del que podria descriure's com a empresa britànica tenia cert avantatge sobre aquest hipotètic conglomerat anglo-germà, perquè feia créixer les possibilitats d'entrar al mercat nord-americà més fàcilment. Això va portar a la companyia a augmentar les seves inversions als Estats Units i també a veure com els ingressos procedents d'aquest mercat creixien. Al mateix temps, les companyies de l'Europa continental van veure limitats els seus moviments pel massificat del mercat. Grans empreses europees com Thales Group i EADS amb prou feines tenien opcions de ser adjudicatàries, en comparació de BAE Systems, d'alguna part del projecte del F-35 Lightning II.
En l'informe anual de 2003, el gerent general de BAE Systems, Richard Evans, va resumir l'estratègia empresarial després de la fusió amb Marconi: 
"En els últims anys BAE Systems ha experimentat una transformació radical de ser una constructora aeronaútica britànica a una gran multinacional diversificada. Durant tota aquesta transformació la companyia ha aconseguit una cartera més equilibrada i una gran expansió geogràfica."
BAE Systems va heretar la "especial" distribució de l'accionariat que s'havia establert quan British Aerospace va ser privatitzada, és a dir, l'acció d'or d'1 lliura esterlina en mans del Ministeri de Comerç i Indústria britànic. Aquesta acció busca prevenir modificacions sobre certs articles dels estatuts de la societat sense autorització del Ministre. Els articles en qüestió obliguen al fet que cap estranger o estrangers poden posseir més del 15% de les accions ni controlar la majoria del consell d'administració; a més del fet que el gerent general i el president de BAE Systems han de ser ciutadans britànics.

## Productes

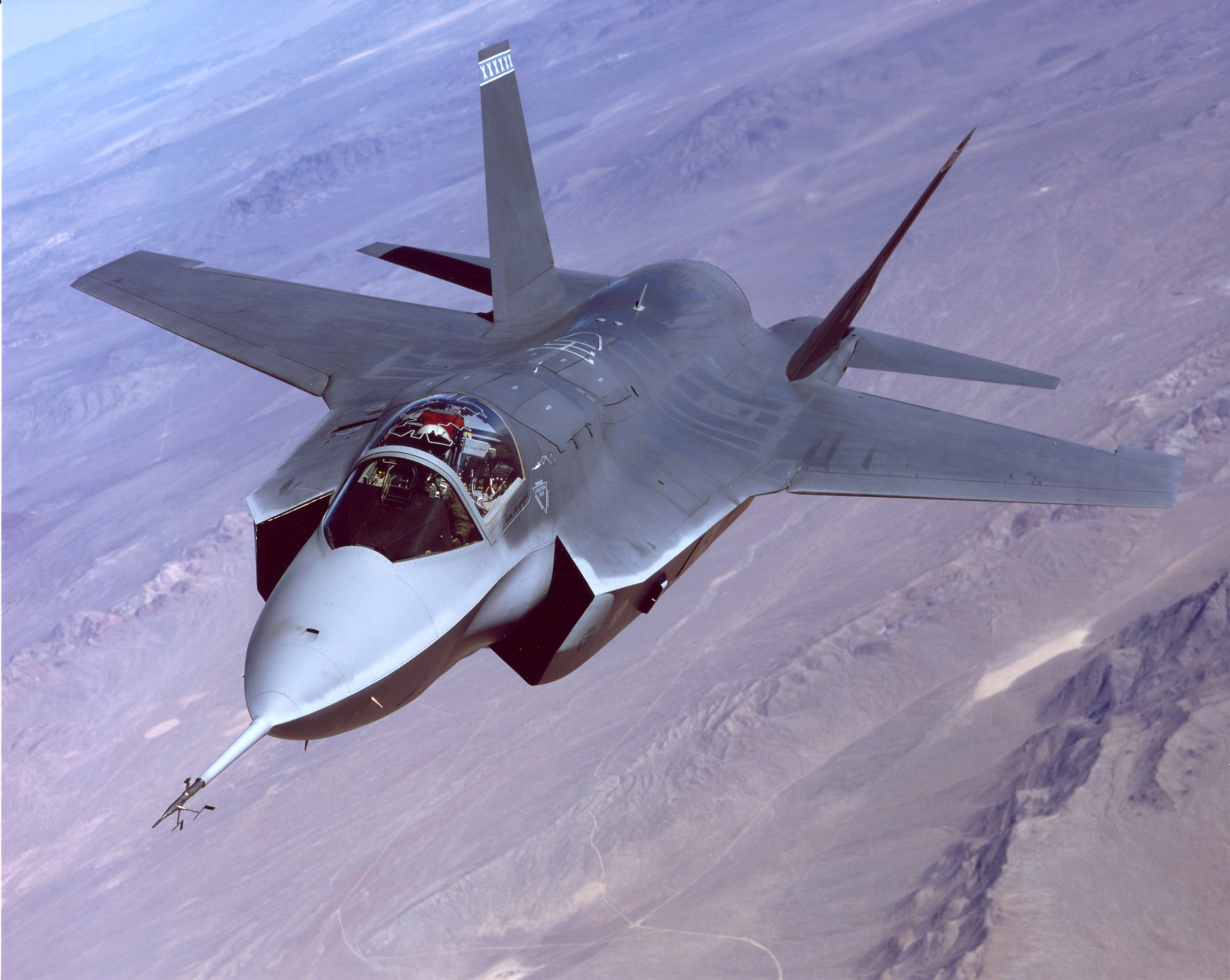
BAE Systems forma part del projecte del F-35 Lightning II.

BAE Systems lidera o almenys té gran participació en alguns dels projectes mundials d'alta tecnologia aeroespacial, naval o terrestre. Els interessos de BAE Systems en l'aviació comercial se centren en Airbus i en BAE Systems Regional Aircraft. L'antiga divisió de BAE en Airbus va ser transferida a la nova "Airbus Integrated Company" en 2001 rebent com a compensació una participació del 20% de la nova companyia. Com Airbus UK, aquesta divisió fabrica ales per a tota la família Airbus: A300, A310, A318, A319, A320, A321, A330, A340, A350, A380 i A400M. BAE Systems està considerant desfer-se d'aquesta divisió. BAE Systems Regional Aircraft ja no fabrica avions, no obstant això continua llogant i donant suport als seus productes, com el Avro RJ/BAE 146, el Bae ATP, el Bae Jetstream o el Bae 748. BAE exerceix papers importants en la producció d'avions militars. Els avions de combat Eurofighter Typhoon, Panavia Tornat i Harrier II, tots de BAE, estan en primera línia dins de la flota de la RAF. BAE és part fonamental al programa del F-35 Lightning II. El seu avió avançat d'entrenament Hawk ha estat àmpliament exportat.
BAE Systems Land Systems fabrica el carro de combat Challenger 2 de l'Exèrcit britànic, el vehicle blindat Warrior Tracked, l'obús M777, el vehicle de comandament i enllaç Panther i el rifle d'assalt SA80-L85. BAE Systems Land and Armaments (antiga United Defense) fabrica la família de vehicles de combat M2/M3 Bradley, el "Sistema Avançat d'Armament" de l'Armada nord-americana i l'obús M109 Paladin.
Entre els grans projectes navals estan els submarins Classe Astute, els destructors antiaeris Type-45 i el projecte CVF de l'Armada Real Britànica per a un nou portaavions.

## Esdeveniments recents
Al desembre de 2005, BAE va anunciar la venda de la seva subsidiària alemanya de sistemes navals, Atles Elektronik, a ThyssenKrupp i EADS. El 31 de gener de 2006 va fer el propi amb BAE Systems Aerostructures, que va ser venuda a Spirit AeroSystems, Inc.
El 23 de març de 2006 BAE i el Grup VT van anunciar al mercat de valors de Londres que estaven estudiant la compra conjunta de Babcock International. El 10 de maig BAE Systems va abandonar el pla perquè "l'acord econòmic no generava suficients beneficis ni per a BAE Systems ni per a les altres parts".
El 6 d'abril de 2006 BBC News va informar que BAE anava a vendre la seva 20% en Airbus. Si BAE finalment venia el seu 20% en Airbus, EADS seria el comprador més probable, passant així a posseir el 80% de la companyia. BAE va intentar aconseguir acordar un preu amb EADS de manera informal. No obstant això, a causa de la lentitud de les negociacions i els desacords quant al preu, BAE va exercir el seu opció put a través de la qual va aconseguir que el banc d'inversions "N.M. Rothschild & Sons" realitzés una valoració independent. Després de l'anunci al juny de 2006 que Airbus retardaria els lliuraments del nou A380 uns set mesos van començar a aparèixer informes qüestionant l'impacte del valor de la participació de BAE en Airbus. The Independent va descriure una "disputa furiosa" entre BAE i EADS, perquè els primers van creure que aquest anunci buscava devaluar el valor de la seva participació. El 2 de juliol de 2006 Rothschild va valorar la participació de BAE en 1.900 milions de lliures (2.750 milions d'euros); bastant per sota de les expectatives de BAE, dels analistes i fins i tot d'EADS.
Un dels majors objectius de BAE, tal com va remarcar en l'Informe Anual de 2005, era aconseguir transferència d'alta tecnologia entre el Regne Unit i els Estats Units. El programa JSF es va convertir al centre d'aquest esforç, sobre el com el govern suggeria abandonar-ho una vegada anés transferida la tecnologia necessària per operar i mantenir de forma independent els avions F-35. El divendres 27 de maig de 2006 el President George W. Bush i el Primer Ministre Tony Blair van signar un acord en el qual s'anunciava: 
"Tots dos governs coincideixen que el Regne Unit tindrà la capacitat d'operar, actualitzar, emprar i mantenir satisfactòriament la flota d'avions Joint Strike Fighter de tal forma que el Regne Unit retingui la sobirania operacional sobre els aparells."

## Informació corporativa
Amb una consolidació gairebé total de la indústria militar en el continent europeu, BAE Systems va desviar la seva atenció cap a Amèrica del Nord, per exemple adquirint Lockheed Martin Control Systems (LMCS), fabricador dels controls d'avions com el bombarder B-2 Spirit, el transport estratègic C-17 Globemaster III, el caça F/A-18 Hornet o les aeronaus comercials Boeing 757 i Boeing 767. Una altra adquisició va ser Lockheed Martin Aerospace Electronic Systems (LMAES), completada al novembre de 2000.
Al novembre de 2001, BAE va anunciar el tancament de la línia de producció del Avro Regional Jet Bae 146 en Woodford, Cheshire i la cancel·lació de l'Avro RJX, una sèrie avançada de la família. L'últim Avro RJ assemblat es convertiria en l'últim avió civil totalment britànic. BAE va continuar donant suport als operadors dels seus productes a través de BAE Systems Regional Aircraft. El juny de 2002, BAE va confirmar que es trobava en negociacions amb l'empresa aeronàutica nord-americana TRW per a la seva absorció. Aquestes converses van ser fruit de l'OPA hostil de Northrop Grumman per 5.900 milions de dòlars estatunidencs per TRW al febrer de 2002. La guerra de compra entre BAE, Northrop i General Dynamics va finalitzar l'1 de juliol de 2002 quan Northrop va incrementar l'oferta fins als 7.800 milions de dòlars estatunidencs i aquesta va resultar acceptada. Al desembre de 2002, BAE va experimentar una forta caiguda en els seus beneficis a causa dels costos per la demora dels projectes Nimrod MR4 (avió de reconeixement i atac marítim) i Astute SSN (submarins), projectes que li van suposar a BAE Systems una càrrega de 750 milions de lliures esterlines.
BAE ha estat durant molt temps protagonista dels titulars de premsa a causa de suposades fusions amb grans empreses nord-americanes del ram com Boeing, Lockheed Martin o General Dynamics. La secció de construcció aeronàutica de la companyia (això incloïa a Airbus en el context de Boeing) va ser blindada davant qualsevol possible fusió. L'atractiu d'una relació o unió amb alguna companyia nord-americana és molt forta a causa que el mercat militar nord-americà és, des de lluny, el major del món. La companyia ja havia realitzat vendes al Pentàgon per valor de 9.000 milions de dòlars estatunidencs i qualsevol moviment posterior dins del mercat nord-americà suposaria molt més, per exemple en el cas que BAE Systems es convertís en adjudicatari principal d'un gran projecte. BAE Systems havia d'enfrontar-se a menys problemes que els seus competidors europeus en aquest tipus d'operacions, perquè existeix un alt grau d'integració entre els sistemes de defensa britànics i nord-americans.
Al maig de 2004 va saltar la notícia que BAE Systems pretenia vendre part de la seva divisió de drassanes, en concret les dues factories del riu Clyde en Escòcia i la de Barrow-in-Furness. Finalment la companyia es va limitar a declarar que simplement havia estat revisant les seves operacions. Corria el rumor que General Dynamics volia comprar les instal·lacions de submarins en Barrow, mentre Vosper Thornycroft deia estar interessada en les drassanes restants. Cap a 2006 el moviment més probable de la secció de construcció naval de BAE Systems és la fusió amb altres drassanes britàniques per formar una nova gran companyia.
El 4 de juny de 2004, BAE Systems va superar l'oferta de General Dynamics per Alvis Vickers. El que semblava una victòria segura per a la companyia nord-americana va ser frenat en sec pel moviment sorpresa de BAE Systems. Es va interpretar com un intent per mantenir un competidor tan fort al "pati posterior" de BAE Systems. El 7 de març de 2005 BAE Systems va anunciar l'adquisició per 4.192 milions de dòlars estatunidencs de United Defense Industries (UDI). UDI, gran competidor de General Dynamics, és principalment fabricador de sistemes de defensa terrestre, potenciant la participació de BAE Systems en aquest sector i les seves vendes al mercat nord-americà. Els productes d'UDI són vehicles de combat, sistemes d'artilleria, armament naval, llançamíssils i munició guiada de precisió.
Al desembre de 2005, BAE va anunciar la venda de la seva subsidiària alemanya de sistemes navals, Atles Elektronik, a ThyssenKrupp i EADS. La venda va ser complicada per la necessitat del govern alemany d'aprovar qualsevol venda. El Financial Times va descriure la venda com "a preu retallat" a causa del fet que la companyia francesa Thales intentés comprar-la per 300 milions d'euros, operació bloquejada per motius de seguretat nacional. El 31 de gener de 2006 BAE va anunciar la venda de BAE Systems Aerostructures a Spirit AeroSystems, Inc. BAE va afirmar que a principis de 2002 pretenia desfer-se de tot el que no formés part del seu negoci principal. El 16 de març de 2006 el Financial Times va informar de la possible venda de la participació del 37.5% de BAE en MBDA. El diari informava que EADS estava interessada a prendre el control de la "joint venture" adquirint la part de BAE i el 25% de Finmeccanica.

### Eurosystems
Al juliol de 2003 BAE Systems i Finmeccanica van anunciar la seva intenció de constituir tres "joint venture" que serien conegudes en conjunt com Eurosystems, encarregada de reunir l'aviónica, capacitats militars i tecnologia de comunicacions d'ambdues empreses. Les dificultats d'integració van portar a una reconsideració de la proposta, com afirma l'Informe Anual 2004 de BAE, reconeixent que "la complexitat de la proposta inicial Eurosystems amb Finmeccanica ens ha forçat a buscar un model més senzill".
Aquest acord revisat ("la Transacció Eurosystems") va ser signat el 27 de gener de 2005. BAE i Finmeccanica van anunciar la intenció de tancar la "joint venture" Alenia Marconi Systems (AMS), assumint ambdues companyies les respectives operacions.
El 3 de maig de 2005 la Transacció Eurosystems va finalitzar de la següent manera:
- les operacions en el Regne Unit d'AMS (excepte el control de tràfic aeri i els sistemes de comunicació) van ser unides a la divisió de funcions militars de BAE Systems (excepte els sistemes de comunicació) per formar la nova divisió de BAE Systems, BAE Systems Integrated System Technologies (Insyte).
- la secció de comunicacions d'AMS i de BAE Systems van ser venudes a Selenia Communications, filial de Finmeccanica
- la majoria de BAE Systems Avionics i tota la secció d'aviónica de Finmeccanica van ser comprades de forma conjunta per la nova "joint venture" SELEX Sensors and Airborne Systems, controlada en un 25% per BAE i un 75% per Finmeccanica, qui tenia l'opció de comprar aquest 25% restant.

### Futur de la participació en Airbus
Igual que les possibles fusions i adquisicions a Amèrica del Nord, el futur de la participació del 20% de BAE en Airbus va ocupar durant molt temps els titulars de la premsa econòmica internacional.
La publicació anual The World in 2006, editada per la revista The Economist, va predir que BAE Systems estava gairebé segura de vendre la seva part d'Airbus en 2006 per poder portar fusionar-se amb alguna empresa nord-americana (L-3 Communications era considerat el "candidat obvi"). EADS tenia opció preferent sobre la participació i era l'empresa amb més probabilitats de quedar-la-hi, però la revista afirmava que ambdues parts tractarien la venda en l'estiu de 2005 i no van aconseguir cap acord sobre el preu.
El març de 2006 van començar a aparèixer de forma intensiva informacions vàries en els mitjans britànics sobre la possibilitat d'una venda, amb aquest 20% de BAE "valorat de forma conservadora" en 3.500 milions d'euros. Malgrat les negatives de la companyia la BBC va informar el 6 d'abril de 2006 que BAE efectivament anava a vendre la seva participació, probablement a la seva fins al moment soci EADS. El moviment va ser vist per molts analistes com una acció per fer les possibles aliances amb empreses nord-americanes més factibles, en termes tant polítics com a econòmics.

### Govern corporatiu
Cap a novembre de 2005 els membres del consell d'administració de BAE Systems eren: Sue Birley, Phil Carroll, Ulrich Cartellieri, Chris Geoghegan, Michael Hartnall, Michael Lester, Peter Mason, Steve Mogford, Dick Olver, Roberto Quarta, Mark Ronald, George Rose, Michael Turner i Peter Weinberg.
A finals de març de 2004 i després de més de 30 anys al capdavant de la companyia (i de les seves predecessores), el president de BAE Systems, Sir Richard Evans va anunciar al seu successor. Dick Olver, fins llavors vicepresident, va succeir a Sir Richard l'1 de juliol de 2004. Aquest nomenament va arribar en un moment molt oportú coincidint amb la recuperació de l'empresa als mercats després de la greu retallada de beneficis sofert al desembre de 2002.
El gerent general de BAE Systems ja era llavors Mike Turner, que havia substituït a John Weston en 2002. Weston va ser forçat a dimitir en el que va ser un moviment sorpresa. Corria el rumor que Turner, igual que Sir Richard Evans, no estava en bona relació amb alguns dels membres del gabinet del Ministre de Defensa. Curiosament la primera reunió entre el nou president Olver i el Secretari de Defensa (segon del ministre) va ser presentada com un èxit, fins i tot es va arribar a comentar-se des del ministeri que Olver "és un home amb qui es pot fer negocis. Pensem que és bo mirar-se les coses de bell nou."
Alguns informes presentats en 2005 suggerien que les relacions entre el president Olver i el gerent general Turner, eren especialment tibants. El juny de 2005, Turner va fer créixer les preocupacions dels inversors sobre les tensions en la directiva, en criticar els Olver perquè "no coneix" la indústria militar ni "té cap coneixement sobre el negoci". Turner va suggerir de totes maneres que Olver n'acabaria aprenent, "ho entendrà tot en uns 5 anys. Entendre aquest negoci vol temps. Però no és només negoci, és política."

### Informació financera
| Exercici      | Facturació (milions de £) | Beneficis/(pèrdues) abans d'impostos (milions de £) | Benefici net (milions de £) | Guanys per acció (penics) |
| ------------- | ------------------------- | --------------------------------------------------- | --------------------------- | ------------------------- |
| 31/12/2005[i] | 15.411                    | 845                                                 | 555                         | 22,5                      |
| 31/12/2004[i] | 13.222                    | 730                                                 | 3                           | 17,4                      |
| 31/12/2003    | 15.572                    | 233                                                 | 8                           | 16,6                      |
| 31/12/2002    | 12.145                    | (616)                                               | (686)[ii]                   | 17,3                      |
| 31/12/2001    | 13.138                    | 70                                                  | (128)                       | 23,4                      |

[i]: Estàndard IFRS. Dades ens 2001 i 2003 preparats segons l'estàndard britànic GAAP.

[ii]: Reflecteix les càrregues per valor de 750 milions de lliures pels problemes amb el Nimrod MRA4 (500 milions) i amb els submarins Astute (250 milions).
De totes les activitats de la companyia, la més profitosa era la relacionada amb els contractes "Al Yamamah" per subministrar i mantenir el material de la Força Aèria de l'Aràbia Saudita. Aquest acord va contribuir substancialment als beneficis de la companyia, un 42% en 2003.

### Al·legats de suborn
BAE (i British Aerospace prèviament) per molt temps han estat subjecte d'acusacions de suborn en relació als seus negocis en Aràbia Saudita (a través dels contractes Al Yamamah). La companyia ha estat acusada de mantenir un fons d'usos il·lícits de £60 milions i és subjecte d'investigació per l'Oficina d'Importants Fraus. L'Oficina Nacional d'Auditoria del Regne Unit (UK National Audit Office) va investigar els contractes i fins avui no ha publicat les seves conclusions - l'únic reporti de la UK-NAO que fins avui s'hagi retingut.
El diari anglès The Guardian al·legava que al setembre de 2005 els registres bancaris mostren que BAE va pagar £1 milió a Augusto Pinochet, l'antic dictador xilè.

### Crítiques
Com a molts altres fabricants d'armes, BAE ha rebut moltes crítiques per part d'organitzacions pro drets humans i organitzacions contra el tràfic d'armes a causa de documents sobre drets humans dels països als qui BAE ha venut armes i/o equip. Aquests inclouen Indonèsia, Aràbia Saudita i Zimbabwe.

### Organització
- BAE Systems Air Systems (Projectes d'aeronaus militars)
- BAE Systems Integrated System Technologies
- BAE Systems Customer Solutions & Support
- BAE Systems Naval Ships
- BAE Systems Inc
  - BAE Systems Land and Armaments
- BAE Systems Regional Aircraft
- BAE Systems Shared Services (administració de recursos de grups, etc.)
- BAE Systems Submarines
- BAE Systems Underwater Systems
- BAE Systems Platform Solutions

### Projectes de risc compartit, etc.
- Airbus UK (20% d'Airbus S.A.S.)
- Eurofighter Jagdflugzeug GmbH (33%)
- MBDA UK (37.5% de MBDA)
- Gripen International (BAE Systems es retira del mercadeo del Gripen)
- Saab Military Aircraft (20.5%)
- SELEX Sensors and Airborne Systems (25%)
- Panavia Aircraft GmbH (37.5%)
- Fleet Support Limited (50%, l'amo del romanent de les accions és VT Group plc)